# Starokorejski jezik
Starokorejski jezik (silla, shilla, sillan; ISO 639-3: oko), povijesni jezik koji se između 3. i 9. stoljeća govorio na području današnje Južne Koreje.
Starokorejski je predak modernog korejskog jezika, poznat i kao silla, i ne smije ga se brkati s dva druga jezika koji se također nazivaju starokorejska, a govorili su se na Korejskom poluotoku, to su kogurjanski iz carstva Koguryo, koji se govorio između 37. prije Krista do 668. iza Krista. Treći straokorejski je bio paekche (18 prioke Krista do 660 iza Krista).